# Fahd ben Abdelaziz Al Saoud
Fahd ben Abdelaziz Al Saoud (arabe : فهد بن عبد العزيز آل سعود), né en 1921 ou 1923 et mort le 1er août 2005 à Riyad, est roi d'Arabie saoudite et chef de la maison des Saoud de 1982 à sa mort. Il est le fils du roi Abdelaziz ibn Saoud, fondateur de la dynastie, l'un des sept fils qu'il eut avec Hassa bint Ahmed al-Soudayri.
Prince héritier à partir de 1975, il devient roi et Premier ministre après la mort de son frère Khaled en 1982. Fahd est victime d'une grave attaque cérébrale en 1995 qui l'empêche d'exercer ses fonctions officielles. Son demi-frère, le prince Abdallah, régent depuis 1996, lui succède à sa mort en 2005. Son règne, d'une durée de plus de 23 ans, est le plus long depuis l'unification de l'Arabie saoudite en 1932.

## Jeunesse
Fahd ben Abdelaziz Al Saoud nait à Riyad en 1920, 1921 ou 1923,,. Il est le huitième fils Abdelaziz ibn Saoud. Peu après sa naissance, son père ibn Saoud, consolide la prééminence du clan familial sur la péninsule Arabique, signant en 1927 le traité de Djeddah le consacrant roi du Hejaz et du Nejd. L'Arabie saoudite est officiellement fondée en 1932.
Le prince Fahd effectue sa scolarité à l'École des Princes à Riyad, une école créée par son père pour l'éducation de la famille royale. Puis il fréquente l'Institut d'études religieuses de La Mecque.
En 1945, Fahd fit son premier voyage d'État à l'étranger (à New York) pour assister à l'ouverture de la session plénière de l'ONU, pour laquelle il accompagnait son frère Fayçal qui était alors ministre des Affaires étrangères.
En 1953, âgé de 30 ans, Fahd fut promu ministre de l'Éducation par son père. Cette même année, il fit sa première visite officielle pour représenter la maison des Saoud au couronnement de la reine Élisabeth II. En 1959, il conduisit la délégation saoudienne de la Ligue arabe, montrant ainsi sa haute destinée dans les affaires du Royaume. En 1962, Fahd reçut le poste clé de ministre de l'Intérieur, puis de second vice-Premier ministre cinq ans plus tard.

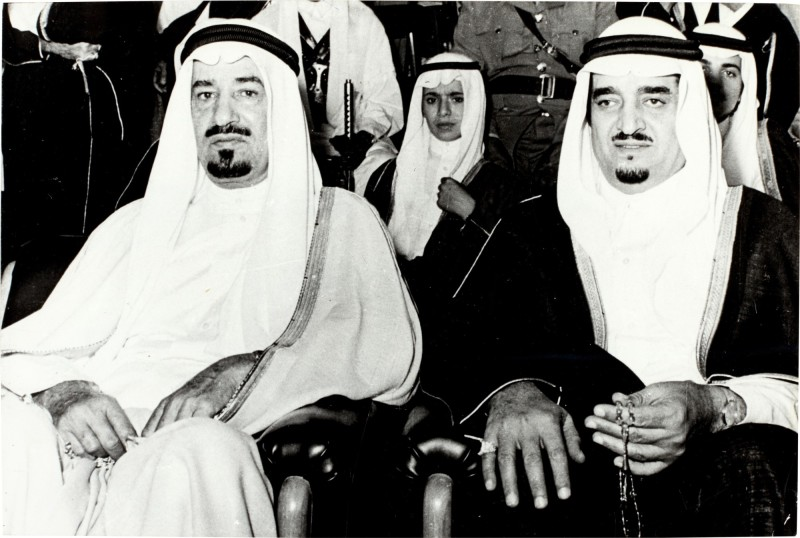
Le prince héritier Fahd et le roi Khalid lors d'une cérémonie.

Le 25 mars 1975, le roi Fayçal fut assassiné par un de ses neveux. Son demi-frère Fahd devint alors prince héritier et premier vice-Premier ministre du nouveau roi Khaled.
En 1979, il acquiert le château de l'Horizon (France). Il délaisse cependant la France à partir de 1988 : il avait acheté une propriété située près du château de Versailles et envisageait d'y faire construire un palais. Il signe un accord avec l'État pour construire une bretelle d'autoroute en facilitant l'accès mais cela provoque un tollé et le gouvernement renonce, ce qui provoque sa vexation.

## Règne
Quand le roi Khaled meurt, le 13 juin 1982, Fahd accède au trône et nomme son demi-frère Abdallah premier vice-Premier ministre.
En 1986, le roi Fahd se proclame « gardien des Deux Saintes Mosquées », deux des trois lieux saints de l'islam étant sur le territoire saoudien : La Mecque et Médine.
Le 6 novembre 1990, il reçut une pétition de la part de plusieurs femmes dont Aisha Al-Mana afin de lever l'interdiction de la conduite automobile aux femmes. La manifestation qui accompagna la pétition fut très vite contenue et les personnes ayant participé ont été interdites de quitter le territoire et celles qui détenaient un emploi au sein du gouvernement ont été licenciées.
Au moment de la guerre du Golfe, il permet l'installation de bases permanentes de l'armée américaine, ce qui lui vaut certaines critiques[réf. nécessaire] dans son pays et même des manifestations assez importantes en 1993.

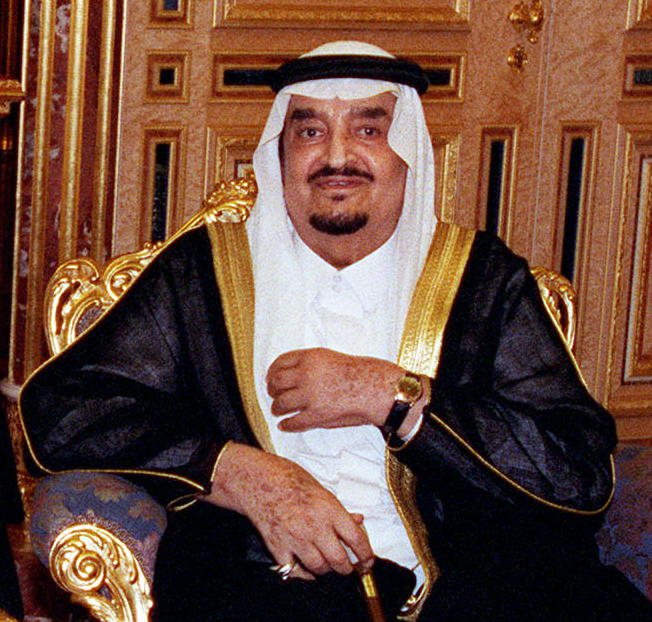
Le roi Fahd en 1998.

Le roi Fahd est victime le 29 novembre 1995 d'un accident vasculaire cérébral qui le force à déléguer la plus grande partie de la conduite des affaires au prince Abdallah, qu'il nomme régent en 1996, recevant cependant quelques visiteurs triés sur le volet.
Quand son fils aîné Fayçal, membre du Comité international olympique, mourut en 1999, le roi était en Espagne et ne fit pas le voyage retour pour son enterrement.
Le 27 mai 2005, le roi est hospitalisé dans un état grave pour une infection pulmonaire et meurt le 1er août 2005. Son frère cadet et prince régent Abdallah, lui succède sur le trône.

## Descendance
Il a eu cinq épouses, neuf fils et cinq filles dont :
- Mohammed (ancien gouverneur de la province d'Ach-Charqiya) ;
- Abdelaziz (en) (homme d'affaires) (Azouzi).

## Décorations
Décorations saoudiennes
- Collier de l'ordre du roi Abdelaziz
- Collier de l'ordre du roi Fayçal

Décorations étrangères
- Première classe de l'ordre de l'Indépendance ( Azerbaïdjan)
- Collier de l'ordre d'Al-Khalifa ( Bahreïn)
- Chevalier de l’ordre de l'Éléphant ( Danemark)
- Collier de l'ordre du Nil ( Égypte)
- Collier de l'ordre de la Fédération ( Émirats arabes unis)

- Collier de l'ordre du Mérite civil ( Espagne)
- Grand cordon de l'ordre des Deux Rivières ( Irak)
- Chevalier grand-croix au grand cordon de l'ordre du Mérite de la République italienne ( Italie)
- Collier de l'ordre de Mubarak le Grand (en) ( Koweït).
- Collier de l'ordre du Koweït (en) ( Koweït).
- Chevalier grand cordon de l'ordre du Défenseur du Royaume ( Malaisie)
- Grand cordon avec collier de l'ordre du Trône ( Maroc)
- Chevalier grand-croix de l'ordre royal de Victoria ( Royaume-Uni)
- Chevalier grand-croix de l'ordre de Saint-Michel et Saint-Georges ( Royaume-Uni)
- Chevalier de l'ordre des Séraphins ( Suède)
- Collier de l'ordre de l'Indépendance ( Tunisie)
- Grand-croix de l'ordre national du Mérite du Togo (1978)[11]